# Joachim Trier
Joachim Trier (Kopenhagen, 1974) is een Noors filmregisseur en scenarioschrijver.

## Biografie
Joachim Trier werd geboren in Kopenhagen, Denemarken en groeide op in Oslo, Noorwegen. Zijn vader Jacob Trier werkte mee als geluidstechnicus aan Flåklypa Grand Prix, een stop-motion-animatiefilm, de meest succesvolle Noorse film ooit. Zijn moeder maakte kortfilms en zijn grootvader Erik Løchen was ook een Noors filmmaker. Trier was een succesvol jonge skateboarder die begon met het maken van zijn eigen skateboardvideo’s. Hij ging in 1995 naar Den Europæiske Filmhøjskole (European Film College) in Ebeltoft en vervolgens naar de National Film and Television School in Beaconsfield, Buckinghamshire.
Triers debuutfilm Reprise uit 2006 werd positief onthaald, won de Noorse Amandaprisen, zowel voor regie als voor scenario en behaalde prijzen op de internationale filmfestivals van Toronto, Istanbul, Rotterdam, Milaan en Karlsbad. Zijn tweede film Oslo, 31. august werd geselecteerd op het filmfestival van Cannes 2011 in de sectie Un certain regard. Triers derde langspeelfilm Louder than Bombs werd geselecteerd voor de competitie van de Gouden Palm op het filmfestival van Cannes 2015.

## Filmografie
- 2001: Still (kortfilm)
- 2002: Procter (kortfilm)
- 2006: Reprise
- 2011: Oslo, 31. august
- 2015: Louder than Bombs
- 2017: Thelma
- 2021: Verdens verste menneske
- 2025: Affeksjonsverdi

## Prijzen & nominaties[5]
De belangrijkste:
| Jaar | Prijs                         | Categorie                             | Genomineerde(n)   | Uitslag     |
| ---- | ----------------------------- | ------------------------------------- | ----------------- | ----------- |
| 2016 | Filmprijs van de Noordse Raad | Beste film                            | Louder than Bombs | Gewonnen    |
| 2013 | César                         | Beste buitenlandse film               | Oslo, 31. august  | Genomineerd |
| 2012 | Amandaprisen                  | Beste regie                           | Oslo, 31. august  | Gewonnen    |
| 2012 | Filmfestival van Istanbul     | Speciale prijs van de jury            | Oslo, 31. august  | Gewonnen    |
| 2011 | Filmfestival van Stockholm    | Bronzen paard                         | Oslo, 31. august  | Gewonnen    |
| 2007 | Amandaprisen                  | Beste regie                           | Reprise           | Gewonnen    |
| 2007 | Amandaprisen                  | Beste scenario (samen met Eskil Vogt) | Reprise           | Gewonnen    |
| 2007 | Filmfestival van Istanbul     | Gouden tulp                           | Reprise           | Gewonnen    |
| 2006 | Filmfestival van Karlsbad     | Don Quijote Award                     | Reprise           | Gewonnen    |
| 2006 | Filmfestival van Karlsbad     | Beste regie                           | Reprise           | Gewonnen    |
| 2006 | Filmfestival van Toronto      | Discovery Award                       | Reprise           | Gewonnen    |
| 2002 | Amandaprisen                  | Beste korte film                      | Procter           | Genomineerd |